# Gouverneur général en conseil
Le gouverneur général en conseil ou gouverneur en conseil est une expression utilisée au Canada pour désigner le Conseil privé du Roi pour le Canada, soit l'instance qui officiellement conseille le gouverneur général dans ses décisions. Ce terme désigne donc le Gouvernement du Canada, soit la branche exécutive de l'État canadien. Cependant, puisqu'en pratique, le pouvoir exécutif est exercé par le Cabinet du Canada, l'expression gouverneur général en conseil réfère à cette dernière instance. En effet, le poste de gouverneur général est devenu une fonction honorifique et la grande majorité de ses pouvoirs sont maintenant exercés par des élus, soit les membres du Cabinet.
Autrement dit, on utilise le terme « gouverneur général en conseil » lorsque le conseil des ministres agit pour et au nom du gouverneur général.
L'expression lieutenant-gouverneur en conseil est l'équivalent pour les gouvernements provinciaux.

## Sources
- « lieutenant-gouverneur en conseil », Grand Dictionnaire terminologique, Office québécois de la langue française (consulté le 10 janvier 2025)
- Occurrences en français de « gouverneur en conseil », sur TERMIUM Plus, la banque de données terminologiques et linguistiques du gouvernement du Canada, 11 décembre 2023 (consulté le 10 janvier 2025).